# Miconje
Miconje é uma cidade e município angolano que se localiza na província de Cabinda. É considerado o município mais setentrional do país.
Anteriormente uma vila-comuna do município de Belize, em 5 de setembro de 2024 foi elevada a condição de cidade e município da província de Cabinda.
O município é constituído apenas pela comuna-sede.
Em 1974 tornou-se a primeira localidade cabindina libertada pelo Movimento Popular de Libertação de Angola (MPLA) durante a campanha militar Miconje-Cabinda, a vitoriosa operação militar que expulsou Portugal das terras da província.